# Komuna Fan
Komuna Fan är en före detta en kommun i Albanien.   Den låg i prefekturen Qarku i Lezhës, i den norra delen av landet, 70 km norr om huvudstaden Tirana. 2015 skapades storkommunen Mirditë genom en sammanslagning av Komuna Fan, Kaçinar, Kthellë, Orosh, Rrëshen, Rubik och Selitë.
Trakten runt Komuna Fan består till största delen av jordbruksmark.  Trakten är det ganska tätbefolkat, med 75 invånare per kvadratkilometer. Medelhavsklimat råder i trakten. Årsmedeltemperaturen i trakten är 9 °C. Den varmaste månaden är juli, då medeltemperaturen är 22 °C, och den kallaste är december, med −4 °C. Genomsnittlig årsnederbörd är 1 373 millimeter. Den regnigaste månaden är november, med i genomsnitt 164 mm nederbörd, och den torraste är augusti, med 37 mm nederbörd.